# Bruce Bennett (acteur)
Bruce Bennett, geboren als Harold Herman Brix (Tacoma, 19 mei 1906 - Santa Monica, 24 februari 2007) was een Amerikaans atleet en acteur. Als atleet specialiseerde hij zich in het kogelstoten, in welke discipline hij van 1930 tot 1932 wereldrecordhouder was.

## Levensloop en carrière
Bennett werd geboren als kind van Duitse immigranten. Op de Olympische Spelen van 1928 behaalde hij een zilveren medaille bij het kogelstoten onder de naam Herman Brix. Hij verhuisde in 1929 naar Los Angeles, waar hij in contact kwam met Douglas Fairbanks jr.. In 1931 werd Brix gekozen om Tarzan te spelen in de gelijknamige film. Helaas brak hij zijn schouder in de film Touchdown, waardoor de rol van Tarzan naar Johnny Weissmuller ging. In de serie The New Adventures of Tarzan uit 1935 werd wel gekozen voor Brix. In 1939 veranderde hij zijn naam in Bruce Bennett.
In 1946 speelde hij naast Bette Davis en Glenn Ford in A Stolen Life. Een jaar later acteerde hij naast Humphrey Bogart en Lauren Bacall in Dark Passage. Ook in The Treasure of the Sierra Madre in 1948 speelde hij naast Bogart. In 1955 had hij een rol in Strategic Air Command naast James Stewart.
Bennett was gehuwd met Jeannette Braddock, die in 2000 overleed. Hijzelf overleed in 2007 op 100-jarige leeftijd.

## Atletiektitels
- Amerikaans kampioen kogelstoten - 1928, 1929, 1930, 1931
- Amerikaans indoorkampioen - 1930, 1932
- NCAA-kampioen kogelstoten - 1927

- Biblioteca Nacional de España: XX1642264
- Bibliothèque nationale de France: cb139303744 (data)
- Gemeinsame Normdatei: 124214029
- International Standard Name Identifier: 0000 0001 1675 565X
- Library of Congress Control Number: no89010854
- Nationale Bibliotheek van Israël: 987007319429905171
- Istituto Centrale per il Catalogo Unico: RAVV327232
- SNAC: w6dz0hsq
- Système universitaire de documentation: 063764202
- Virtual International Authority File: 76503166
- WorldCat: E39PBJfcPkx8yFJjR7T8gkyrv3